# Округ Пауел (Монтана)
Пауел (енгл. Powell County) је округ у америчкој савезној држави Монтана.

## Демографија
По попису из 2010. године број становника је 7.027, што је 153 (-2,1%) становника мање него 2000. године.
| Група             | 2000.         | 2010.         |
| Белци             | 6.568 (91,5%) | 6.425 (91,4%) |
| Афроамериканци    | 36 (0,5%)     | 69 (1,0%)     |
| Азијати           | 31 (0,4%)     | 33 (0,5%)     |
| Хиспаноамериканци | 140 (1,9%)    | 117 (1,7%)    |
| Укупно            | 7.180         | 7.027         |